# A Looking in View
A Looking in View è un singolo del gruppo rock statunitense Alice in Chains, pubblicato nel 2009 ed estratto dall'album Black Gives Way to Blue.

## Tracce
- Download digitale

1. A Looking in View – 7:06

## Formazione
- Jerry Cantrell – voce, chitarra
- William DuVall – voce, chitarra
- Mike Inez – basso
- Sean Kinney – batteria